# Cedrim e Paradela
Cedrim e Paradela (oficialmente: União das Freguesias de Cedrim e Paradela) é uma freguesia portuguesa do município de Sever do Vouga, com 18,37 km² de área e 1355 habitantes (censo de 2021). A sua densidade populacional é 73,8 hab./km².

## História
Foi criada aquando da reorganização administrativa de 2012/2013, resultando da agregação das antigas freguesias de Cedrim e Paradela.

## Demografia
A população registada nos censos foi:
| Distribuição da População por Grupos Etários | Distribuição da População por Grupos Etários | Distribuição da População por Grupos Etários | Distribuição da População por Grupos Etários | Distribuição da População por Grupos Etários | Distribuição da População por Grupos Etários |
| -------------------------------------------- | -------------------------------------------- | -------------------------------------------- | -------------------------------------------- | -------------------------------------------- | -------------------------------------------- |
| Antes da agregação                           |                                              |                                              |                                              |                                              |                                              |
| Ano                                          | 0-14 anos                                    | 15-24 anos                                   | 25-64 anos                                   | >= 65 anos                                   | Total                                        |
| 2001                                         | 282                                          | 295                                          | 901                                          | 314                                          | 1792                                         |
| 2011                                         | 220                                          | 149                                          | 848                                          | 337                                          | 1554                                         |
| Após a agregação                             |                                              |                                              |                                              |                                              |                                              |
| Ano                                          | 0-14 anos                                    | 15-24 anos                                   | 25-64 anos                                   | >= 65 anos                                   | Total                                        |
| 2021                                         | 142                                          | 141                                          | 705                                          | 367                                          | 1355                                         |

## Lugares

### Cedrim
- Bouça
- Carrazedo
- Castêlo
- Cedrim (Sede)
- Fontelas do Vouga
- Lomba
- Paçô
- Porto-Moínho
- Quinta da Costa
- Quinta Nova
- Redouça
- Santo Adrião
- Varziela
- Vilarinho
- Zevedinho

### Paradela
- Arcela
- Arrompida
- Barreiros
- Bouça Pedra
- Bouçós
- Campo
- Casal
- Dordelinho
- Eiras
- Fonte Fresca
- Hortas
- Paradela (Sede)
- Penouços
- Pisão
- Portela
- Quinta do Barco
- Ribeiro
- Rocochina
- Soutelo
- Teca (ou Vila Nova)
- Vale do Junqueiro
- Vale Covo